# Harpalyce foliosa
Harpalyce foliosa är en ärtväxtart som beskrevs av Attila L. Borhidi och O.Muniz. Harpalyce foliosa ingår i släktet Harpalyce och familjen ärtväxter. Inga underarter finns listade i Catalogue of Life.